# The Buddah Shack
The Buddah Shack — шостий міні-альбом реп-рок гурту Kottonmouth Kings, виданий на їхньому офіційному сайті 20 квітня 2014 р. Дата релізу (4/20 за американським форматом запису) є посиланням на 420 — термін, що використовується в північноамериканській наркотичній субкультурі для позначення популярного часу куріння марихуани. Реліз був приступним для безкоштовного завантаження впродовж тижня.

## Список пісень
| #  | Назва                                     | Тривалість |
| -- | ----------------------------------------- | ---------- |
| 1. | «Buddha Headz»                            | 3:27       |
| 2. | «Eternal Speed» (з участю C4mula)         | 3:23       |
| 3. | «Jump Over»                               | 4:14       |
| 4. | «Fuck Whatcha Heard» (з участю Saint Dog) | 4:08       |
| 5. | «Walk the Line» (з участю C4mula)         | 3:55       |